# Manchester City Football Club 1994-1995
Nella stagione 1994-1995 il Manchester City ha partecipato alla FA Premier League, primo livello del campionato inglese. Giunse 17° e quindi appena sopra la zona retrocessione. Nella FA Cup e nella Football League Cup venne eliminato in entrambi i casi al 5º turno.

## Team kit
Lo sponsor tecnico fu Umbro, il main sponsor fu invece Brother
| Manica sinistra · Manica sinistra · Maglietta · Maglietta · Manica destra · Manica destra · Pantaloncini · Pantaloncini · Calzettoni · Calzettoni |
| Casa |

| Manica sinistra · Manica sinistra · Maglietta · Maglietta · Manica destra · Manica destra · Pantaloncini · Pantaloncini · Calzettoni · Calzettoni |
| Trasferta |

| Manica sinistra · Manica sinistra · Maglietta · Maglietta · Manica destra · Manica destra · Pantaloncini · Pantaloncini · Calzettoni · Calzettoni |
| Third |

## Rosa
Rosa della prima squadra
| N. |                        | Ruolo | Calciatore       |
| -- | ---------------------- | ----- | ---------------- |
| 1  | Inghilterra (bandiera) | P     | Tony Coton       |
| 2  | Inghilterra (bandiera) | D     | Andy Hill        |
| 3  | Irlanda (bandiera)     | D     | Terry Phelan     |
| 4  | Germania (bandiera)    | C     | Maurizio Gaudino |
| 5  | Inghilterra (bandiera) | D     | Keith Curle      |
| 6  | Paesi Bassi (bandiera) | D     | Michel Vonk      |
| 8  | Inghilterra (bandiera) | A     | Paul Walsh       |
| 9  | Irlanda (bandiera)     | A     | Niall Quinn      |
| 10 | Inghilterra (bandiera) | C     | Garry Flitcroft  |
| 11 | Inghilterra (bandiera) | D     | Peter Beagrie    |
| 12 | Inghilterra (bandiera) | D     | Ian Brightwell   |
| 13 | Galles (bandiera)      | P     | Martyn Margetson |
| 14 | Galles (bandiera)      | A     | Carl Griffiths   |
| 15 | Irlanda (bandiera)     | D     | Alan Kernaghan   |
| 16 | Inghilterra (bandiera) | C     | Nicky Summerbee  |
| 17 | Inghilterra (bandiera) | C     | Mike Quigley     |

| N. |                             | Ruolo | Calciatore       |  |
| -- | --------------------------- | ----- | ---------------- |  |
| 18 | Inghilterra (bandiera)      | D     | David Brightwell |  |
| 19 | Giamaica (bandiera)         | C     | Fitzroy Simpson  |  |
| 21 | Irlanda del Nord (bandiera) | C     | Steve Lomas      |  |
| 22 | Inghilterra (bandiera)      | D     | Richard Edghill  |  |
| 23 | Scozia (bandiera)           | C     | David Kerr       |  |
| 24 | Inghilterra (bandiera)      | A     | Adie Mike        |  |
| 25 | Galles (bandiera)           | P     | Andy Dibble      |  |
| 27 | Inghilterra (bandiera)      | D     | Rae Ingram       |  |
| 28 | Germania (bandiera)         | A     | Uwe Rösler       |  |
| 29 | Inghilterra (bandiera)      | D     | John Foster      |  |
| 30 | Inghilterra (bandiera)      | A     | Steve Finney     |  |
| 31 | Inghilterra (bandiera)      | C     | Paul Lake        |  |
| 32 | Inghilterra (bandiera)      | P     | Simon Tracey     |  |
| 33 | Inghilterra (bandiera)      | P     | John Burridge    |  |
| 34 | Inghilterra (bandiera)      | C     | Scott Thomas     |  |